# Marozia
Marozia (* um 892 in Rom; † nach 932) war die Tochter des Grafen Theophylakt I. von Tusculum und Theodora I. und beherrschte als selbst ernannte Senatorin (Senatrix) den Kirchenstaat von etwa 914 bis 932. Die Päpste Johannes X., Leo VI., Stephan VII. und Johannes XI. waren von den von ihr geführten Familien des Stadtadels abhängig. Marozias Bild als machthungrige Pornokratin ist wesentlich von der antirömischen Darstellung Liutprands von Cremona geprägt.
In erster Ehe war sie mit Alberich I., in zweiter Ehe mit Guido von Tuszien und in dritter Ehe mit Hugo von der Provence verheiratet. Außerdem sei Marozia nach Liutprand in jungen Jahren die Geliebte von Papst Sergius III. gewesen und soll mit ihm einen Sohn gehabt haben, den späteren Papst Johannes XI.
Um 932 wurde Marozia vermutlich gemeinsam mit Johannes XI. von ihrem Sohn Alberich II. entmachtet, als sie versuchte, ihren Ehemann Hugo zum Kaiser zu krönen, wodurch sie selbst zur Kaiserin erhoben worden wäre. Ihr Enkel Octavian wurde als Johannes XII. ebenfalls Papst. Nach 932 wird sie in der Geschichtsschreibung nicht mehr erwähnt, ihr weiteres Schicksal ist nicht bekannt, vermutlich starb sie in der Gefangenschaft. Nach einem Nekrolog starb sie am 26. Juni ohne Jahresangabe.

## Leben

### Herkunft, Familie
Marozia, der Name war eine zu ihrer Zeit gängige Verkleinerungsform von Maria, wurde wohl um 892 in Rom als Tochter des Theophylakt und der Theodora geboren. Ihr Vater bekleidete eines der drei höchsten Ämter im Lateranpalast, den eines vestararius, eines päpstlichen Kämmerers, zugleich war er magister militum und Senator. Er gehörte einer Familie der Via Lata an. Nach ihm benannten Geschichtsschreiber die Linie der Familie, die als Theophylakten bekannt wurde. Wohl über Marozia und ihren Sohn Alberich (II.) beherrschte dieser Zweig die römische Politik vom späten 9. bis in die Mitte des 10. Jahrhunderts. Ihre Fortsetzung fand sie in der Dynastie der Grafen von Tusculum.
Ihre Mutter, Teodora vestararissa, entstammte ebenfalls einer römischen Aristokratenfamilie. Marozia hatte mindestens vier Geschwister, nämlich Theodora (II.), die bereits vor 945 starb, und von der die Crescentier abstammten, dann einen Bruder, der vielleicht den Namen Theophylaktos trug, der schon jung starb; schließlich Sergia und Bonifatius, die schon als Kinder starben und in Santa Maria Maggiore beigesetzt wurden.

### Verhältnis zu Papst Sergius III., widersprüchliche Quellenangaben
Wie Liutprand von Cremona in der Antapodosis (S. 58) berichtet, habe sie ein „nefarium adulterium“ mit Papst Sergius III. unterhalten, von dem sie ein Kind namens Johannes gebar, das später als Johannes XI. Papst wurde. Dies wird üblicherweise um 907 angesetzt.
Die meisten Autoren akzeptierten die Verdammung durch Liutprand, andere, darunter Pietro Fedele und Paolo Brezzi, glaubten darin eher eine Verleumdung zu erkennen. Doch auch wenn Liutprand adulterium und luxuria gern als Machtinstrument der Frauen darstellte, so existieren doch immerhin zwei weitere Quellen, die unabhängig von Liutprands Werk den Vorgang bestätigen. In den Papstlisten des 10. Jahrhunderts erscheint nämlich jener Johannes als „ex patre Sergio papa“ (liber pontificalis), während Flodoard von Reims ihn für „filium Marie, que et Marocia dicitur“ erklärt (Annales, S. 381). Die eine Quelle bestätigt also die Vaterschaft des Papstes, die andere die Mutterschaft der Marozia. Andere Autoren hingegen können hier nicht aufgeführt werden, da sie, wie Gregorius Catinensis im Chronicon Farfense (Ende 11. Jahrhundert) von Liutprand abhängen. Andere Quellen glauben wiederum, Johannes sei ein Sohn Alberichs I. gewesen, des Ehemanns der Marozia, und damit Spross einer legitimen Beziehung. Dabei war in dieser Zeit das Konkubinat genauso eine gängige Form der dauerhaften Beziehung zwischen Männern und Frauen, wie die Ehe der Priester. Die Konnotation war also keineswegs negativ, solcherlei Verhältnisse nicht selten. Die Autoren aus dem monastischen Bereich, wie etwa Liutprand, akzeptierten diese Bindungsformen nicht und beurteilten sie demzufolge äußerst negativ.

### Ehe mit Alberich (915), Sarazenensieg, Stadtherrschaft
Um 915 verband sich Marozia mit Alberich I., Markgrafen von Spoleto und Camerino. Wieder wirft ein Mönch, diesmal Benedetto di Sant’Andrea del Soratte, Marozia vor, Alberich habe mit einer Tochter des Theophylakt „non quasi uxor sed in consuetudinem malignam“ gelebt (S. 153). Ein Spross aus dieser demzufolge illegitimen Verbindung sei Alberich von Rom gewesen, während nun Liutprand sich über die Legitimität bedeckt hält („ex Alberico autem marchione, Albericum“, S. 58). Schwer zu glauben wird die Vorstellung eines Konkubinats durch die vier oder fünf Kinder, die die beiden hatten, nämlich Alberich (II.) (geboren in einem Palast auf dem Aventin), Costantino, Sergio (später Bischof von Nepi), dann eine Tochter namens Berta und vielleicht noch eine weitere Tochter.
Wie besagter Benedetto nahelegt (dem Ferdinand Gregorovius in seiner Geschichte der Stadt Rom im Mittelalter folgte), stand dieses Familienbündnis auf dem Höhepunkt seiner Macht, nachdem es Johannes X. gelungen war, die zerstrittenen Fürstentümer zu einer Allianz gegen die Sarazenen zu vereinen. Dessen Truppen gelang 915 am Garigliano ein Sieg über besagte Sarazenen. Papst Johannes hatte dabei das Heer aus Rom und der Toskana persönlich geführt. Nun endlich verbesserten sich die Beziehungen zum Herzogtum Spoleto und auch innerhalb Roms. Marozia spielte dabei noch keine aktive Rolle, besaß aber eine Schlüsselposition für das Familienbündnis.

### Tod der Clanhäupter, Machtkampf mit König Hugo von der Provence
Doch in den frühen 920er Jahren starb ein einflussreicher Angehöriger nach dem anderen, nämlich Theophylakt, Theodora, Alberich von Spoleto. In dieses Machtvakuum hinein regierte nun Johannes X., der 914 zum Papst aufgestiegen war. Er war bis dahin treuer Anhänger Theopylakts gewesen, auch wenn ihn Liutprand wiederum für einen Liebhaber der Theodora hält. Nun begann er eine offenkundig gegen Marozia und die hinter ihr stehende städtische Oligarchie gerichtete Politik. Er verbündetet sich mit Hugo von der Provence, dem neuen König von Italien, Mitte 926 in Mantua. Darin sagte er ihm die Kaiserkrönung zu, die Überlassung der Sabina, wo die Theopylakten Interessen hatten, sowie die Überlassung des Herzogtums Spoleto und der Mark von Camerino an seinen Bruder Petrus. Damit war Alberich von seinem Erbe ausgeschlossen, der Senat gespalten.

### Ehe mit Guido von Tuszien (926/927), Sieg über den Papst
Im Gegenzug ehelichte Marozia um 926/927 Guido oder Wido, den Markgrafen der Toscana aus dem Hause der Bonifacier, der das Hegemoniebestreben Hugos ablehnte. Wie der Mönch Benedetto (Chronicon, S. 157) berichtet, weitete Markgraf Petrus, nachdem er in Orte eine starke Burg errichtet hatte, dann warb er Ungarn an, die das römische Gebiet und die Toskana verwüsteten. Im Frühjahr 927 gelang es Marozia und Guido Petrus außerhalb Roms in Orte einzuschließen. Dies machte Hugo den Zug nach Rom unmöglich. Nachdem Ende des Jahres 927 Petrus in Rom eingedrungen war, wurde er wiederum dort belagert, während sich Hugo außerhalb Italiens aufhielt. Nach Liutprand gelang es dem Paar, Petrus zu überwältigen, der sich mit wenigen Getreuen im Lateran eingeschlossen hatte. Er wurde vor den Augen seines päpstlichen Bruders getötet. Im Juni 928 wurde auch der Papst eingekerkert, er starb im folgenden Jahr. Folgt man Liutprand, wurde er stranguliert.

### Unmittelbare Herrschaft Marozias, Eheprojekte (ab 927/928)
Nach diesem Sieg über den Papst und Markgrafen, über Johannes X. und Petrus von Spoleto, begann die Periode der unmittelbaren Herrschaft Marozias. Sie erlangte den Titel einer senatrix Romanorum (wie mehrere Quellen erweisen) und einer patricia (wie Flodoard behauptet). Aufgrund des Mangels an städtischen und privaten Dokumenten ist wenig über ihre Herrschaftstätigkeit bekannt. Während der Jahre 928 bis 932 trat nicht nur Johannes X. zurück, sondern drei Päpste wurden auf den Thron gehoben, nämlich Leo VI. (928), Stephan VII. (929–931) und schließlich ihr junger Sohn Johannes.
Nach dem Tod Guidos im Jahr 929, der eine Tochter hatte, eine zweite Berta, jedoch keinen Erben, musste sich Marozia erneut nach einem adäquaten Heiratskandidaten umschauen. Hugo hatte die Toskana als Vikariat seinem Schwager Adalbert überlassen, womit auch dieser Weg verschlossen war. Möglicherweise, so Gina Fasoli ergab sich die Versuchung, sich mit Byzanz zu verbinden. Kaiser Romanos II. sollte dabei einen Prinzen seines Hauses mit einer der Töchter Marozias, möglicherweise der ersten Berta, verehelichen. Als jedoch im Februar 933 die kaiserliche Gesandtschaft in Rom eintraf, hatte Marozia bereits die Macht eingebüßt.
Marozia, die nach dem Tod ihres Gatten keinen Schutz für ihre Machtstellung mehr hatte, bot ihre Hand ihrem bisherigen Gegner Hugo an. Dieser akzeptierte das Angebot, zumal damit die Kaiserkrönung durch Johannes XI. verbunden war, und ihm damit die Herrschaft über Rom und die Toskana zufallen würde. Bereits im Juli 931 schickte Johannes das Pallium an Hilduin, den Erzbischof von Mailand. Dies war eine deutliche Annäherungsgeste. Im Juli 932 kam Hugo zur Hochzeitsfeier nach Rom. Doch Alberich sah sein Erbe gefährdet und es kam zu einer Rebellion, in deren Verlauf Marozia und Hugo Ende Dezember 932 in der Engelsburg eingesperrt wurden. Dies berichten sowohl Benedetto als auch Liutprand und Flodoard.

### Sturz durch ihren Sohn Alberich (932), Tod (vor 936?)
Nach Benedetto (Chronicon, S. 166) fürchtete Alberich die Blendung durch Hugo, nach Liutprand habe Marozia vorgesehen, dass Alberich bei einer Feier Hugo das Wasser reiche. Stattdessen habe er ihn mit einer respektlosen Geste übergossen, woraufhin Alberich geohrfeigt worden sei. Um die Römer gegen Marozia und Hugo aufzubringen, habe Alberich nun eine frauen- und fremdenfeindliche Rede gehalten, gegen die Mutter und die „Burgundiones“ (Antapodosis, S. 97 f.). Außerdem, so wendet Liutprand gegen die Ehe ein, seien Hugo und Marozia zu nahe verwandt gewesen, denn Hugo sei ein Halbbruder des Guido von der Toskana gewesen. Marozia hätte ihren Kognaten niemals heiraten dürfen. So widersprechen sich die beiden Quellen, was den Auslöser des Aufstands betrifft. Vielleicht, so Gina Fasoli (S. 123), habe Hugo diese Reaktion provoziert, um einen Vorwand zur Entmachtung zu haben. Für den Stadtadel war seine Autonomie unvereinbar mit der Anwesenheit des Königs innerhalb der Stadtmauern.
Während Liutprand behauptet, das Ehepaar sei geflohen, blieb Marozia bei Flodoard in Rom (Historia Remensis Ecclesie, S. 416 und Annales, S. 381). Sie und Johannes wurden wohl unter Alberichs Aufsicht gestellt.
Ein Dokument behauptet, Marozia sei 945 gestorben, doch wahrscheinlich war sie schon 936 tot, als Alberich und König Hugo über eine Ehe zwischen Alberich und Alda von der Provence verhandelten, der Tochter des Königs (das heißt zwischen zwei angeheiraten Geschwistern). Todestag ist jedenfalls der 28. Juni, beigesetzt wurde sie im Kloster S. Ciriaco e Nicola an der Via Lata (San Ciriaco de Camiliano).

## Rezeption
Marozia gilt aufgrund ihres Bildes in der mittelalterlichen Geschichtsschreibung als eine der umstrittensten Figuren des Frühmittelalters. Für Benedetto di Sant’Andrea del Soratte war ihre Herrschaft über Rom als Sinnbild des weltlichen Jerusalem nur mit einem göttlichen Heilsplan erklärbar, wie ihn der Prophet Jesaja angekündigt hatte.
Liutprand von Cremona bezeichnet Marozia nicht nur wie andere politisch einflussreiche Frauen seiner Zeit als scortum (Hure) und meretrix (Mätresse), sondern auch als „zitternde Venus“.  Es wird angenommen, dass Senatrices wie Marozia, Theodora II. oder Marozia (II.) Vorlagen für die Legende der Päpstin Johanna sind.
Einen Kontrast bildet die Eloge des Eugenius Vulgarius, der sich an Theodora als „sanctissima et Deo amata venerabilis matrona“ wendet.
Für Gina Fasoli ist Marozia kein Beispiel christlicher Bescheidenheit gewesen, doch sei die Grundlage ihrer Herrschaft anders geartet gewesen als bloßer Luxus und bloße Sündhaftigkeit: Marozia habe viel Talent, große Fähigkeiten und wenig Skrupel gebraucht.
Im konfessionellen Zeitalter wurde Marozia zum Symbol für den moralischen Zustand der katholischen Kirche und in protestantischen popularisierenden Werken als „die ärgste Maitresse“, die „Ertzverhurte“, „das böse Muster aller Unzucht“ oder „diese geile Römerin“ bezeichnet, um die Päpste zu diffamieren.
Seit dem 19. Jahrhundert verarbeiteten Schriftsteller und Dramatiker vermehrt den historischen Stoff: Filippo Pistrucci schrieb 1839 die Tragödie Marozia, 1874 erschien Marozia. Scene storiche von Antonio Vismara und Raffaello Giovagnoli veröffentlichte ein Jahr später Marozia. Dramma storico in cinque atti in versi.
Der Marozia-Stoff eignet sich bis in die Gegenwart zur Popularisierung durch seine Mischung aus Pornokratie, Kirchenkritik, Frauenverachtung und mittelalterlicher Stereotype: Der Schriftsteller Eric Walz hat in seinem 2005 erschienenem historischen Roman „Die Herrin der Päpste“ Marozias Leben frei verarbeitet, Frederik Berger schrieb ein Jahr später mit „Die heimliche Päpstin“ einen weiteren Roman darüber und zuletzt veröffentlichte Martin Spirig 2017 „Sex – Macht – Hurenherrschaft. Marozia – Historisch-Biografischer Roman“ zu dem Thema.